# Chinese Physics B
Chinese Physics B est une revue scientifique mensuelle à comité de lecture publiée en anglais par IOP Publishing.
La revue, fondée en juillet 1992, est d'abord parue sous le titre Acta Physica Sinica (Overseas Edition), puis sous le titre Chinese Physics de 2000 à 2007.